# Ciriaco Strozzi
Ciriaco Strozzi (Capalla, prop de Florència, 1504 - Pisa, 1565) fou un erudit italià.
S'educà a Florència i viatjà molts anys recorrent quasi tots els països d'Europa. Vers l'any 1530, quan a penes contava vint-i-sis anys, obri a Florència una Acadèmia de filosofia que aconseguí una gran ressonància quasi tanta com la de Pomponazzi.
El 1537 passà a Bolonya, on se li oferí una càtedra de llengua grega, i el 1545, a prec de Cosme de Mèdicis, es traslladà a Pisa per ensenyar filosofia en la Universitat.
Fou propagador de la filosofia d'Aristòtil, la qual acceptava sense reticències ni distincions. Va escriure unes Orationes a forma d'introducció a lEtica à Nicomaco i en llur entusiasme arribà a intentar completar la Política escrivint en grec i llatí un suplement que titulà De republica libri II, scilicet IX et X, reliquis VII additi, quos sciptos non reliquit Aristoteles (Florència, 1562) i que fou traduït al francès per Morel en la seva edició del filòsof grec (París, 1600.
Ciriaco va tenir una germana escriptora i religiosa dominica Lorença Strozzi (1514-1591.